# 民數記
《民數記》或譯《戶籍紀》（羅馬化：Bəmiḏbar，直译：「在沙漠中」），是希伯来圣经及其摩西五经的第四卷。前篇利未記主要是說明律法，之後回到《民數記》時經文開始繼續遷居的行程。在該篇主要是寫他們出埃及後生活意義、見證、中心，和爭戰的領導、道路與目標，以及描述希伯来民族作為神選子民的過程。這也是以色列人的第一次人口普查文献，其普查時間在以色列人離開西奈山前，40年後又舉行了一次，時間跨度大，同時也記錄了前往迦南之路。

## 名称由来
“民數記”這個書名所指的是起初在西奈山及後來在摩押平原數點百姓人數一事。正如第1-4章及第26章所載，這個名字（英文Numbers）採自《通俗拉丁文本聖經》中紐米利（Numeri）一詞，而這個字詞則從希臘文《七十士譯本》的阿利夫摩依（A·rith·moi′）演變而來。然而，猶太人更貼切地將這本書稱為必密巴(Bemidh·bar′)，意即“在曠野裡”，希伯來語「密巴」是指一個沒有城鎮的曠野之地。數點民众這件事發生於曠野之南及迦南之東的一處地方。

## 历史背景
以色列人在西元一年多年之前離開埃及。民數記的記載從以色列人出埃及後的第二年二月初開始，它包含了由公元前1512年至公元前1473年，共三十八年零九個月的一段時期。雖然載於《民數記》第7章第1节至第88节参及《民數記》第9章第1节至第15节参的事件並不是在這段時期內發生的，它們卻被收入記載中作為背景資料。無疑，書中較早部分的資料是由摩西在事件發生之後隨即記下的，但證據顯示他直至公元前1473年初，即在曠野流浪快滿第40年之前，才完成民數記的寫作。

## 内容考证

### 摩西描述的旷野
摩西將他們所行經的乾燥不毛之地稱為“大而可怕的曠野”，至今情況仍然一樣，當地的居民仍要不停遷徙以求找尋草場和水源。（《申命記》第1章第19节参） 此外，一切有關以色列人紮營、前行的隊式，以及吹號招聚安營的方式等詳細訓示，均顯示這些記載「在曠野裏」寫成的。（《民數記》第1章第1节参）
书中记载有一些探子從迦南地窺探回來，報告那地「城邑堅固寬大」，甚至這件事也獲得考古學證實。現代的發現顯示當時迦南的居民在國境各處，從北面的耶斯列平原至南面的佐拉爾，廣建城堡以加强它的防禦力量。它的城市不但城邑堅固，而且多數建在山頂上，城牆上更建有高大的城樓，這一切無疑使以色列人這樣長期生活在埃及平原上的百姓望而生畏。

### 记录中立
民數記把歷史的真相忠實地報導出來。它記述亞瑪力人和迦南人把以色列人完全擊敗。（《民數記》第14章第45节参）它坦率承認百姓藐視和不信真神。（《民數記》第14章第11节参）預言者摩西把以色列國、自己的姪兒、兄長和姐姐的過犯完全揭露出來。此外，他也沒有隱瞞自己的過犯。他承認自己由於在米利巴擊打磐石流出水來時沒有歸榮耀給真神，結果失去了進入應許之地的特權。

## 主要内容
民数记可以分为三大部分。
1. 第一部分由起頭至10章第10節為止，記述以色列人仍在西奈山安營時所發生的事情。
2. 第二部分伸展到第21章為止，記載在其後的三十八年零一兩個月期間，他們在曠野流浪直至抵達摩押平原的時期內所發生的事情。
3. 第三部分至第36章結束，它記錄以色列人在摩押平原上準備進入應許之地時所發生的事。

### 在西奈山的事迹
（覆盖《民數記》第1章第1节参-《民數記》第10章第10节参）以色列人在西奈的山區生活了約有一年。他們在該處被重整為一個緊密的組織。於是耶和華吩咐他們統計20歲以外的男丁數目。各支派，從瑪拿西的32200名壯丁至猶大支派的74600名男丁，共計有603,550名够資格在以色列軍隊中服役的壯丁，此外還有一大群利未人、婦女和孩童——總共大約有三百萬過外的百姓。 會幕和利未支派被安置在營的中央。其餘的以色列人則每三個支派為一組，各按指定的位置安營。在起行時，每個支派均須依照訓示順序起行。耶和華向他們頒下訓示，聖經説：“以色列人就這樣行，⋯⋯都是照耶和華所吩咐摩西的。”（《民數記》第2章第34节参）他們服從耶和華及尊重真神的顯形代表摩西。
利未人被區别出來特别為耶和華服務，以作為以色列人首生人畜的贖價。他們按照利未三個兒子——革順、哥轄及米拉利——的家室分成三組。他們根據這種區分被派在不同的地點安營和擔當不同的工作任務。30歲以上的人擔任扛抬搬運帳幕的吃力工作。年滿25歲的人則擔任各種較輕省的工作。（在大衛的日子將年限減至20歲。）
為了保持以色列營的潔淨，真神立下了有關病人隔離檢疫的訓示，行事不忠實的贖罪賠償之例，疑妻行淫的試驗之法，及許願離俗歸耶和華作拿細耳人之例。既然他們是真神名下的百姓，他們必須遵守他的命令與世俗保持分離。
述説完若干在上個月發生的事之後，摩西接着論及12支派的首領在祭壇落成啟用時一段為期12天的時間內奉獻供物。他們沒有彼此競爭，亦無自我炫耀；每個人所奉獻的東西都與别人的完全相同。人人都必須謹記，耶和華在各首領和摩西之上，向摩西發出訓示。他們千萬不可忘記與耶和華的關係。逾越節的目的是要提醒他們耶和華為了拯救他們脱離埃及而施行的偉舉。離開埃及後的第二年，他們在曠野按照指定的時間慶祝這個節日。
耶和華以帶領以色列人出埃及的同樣方式指引這個國家前行，在日間以雲彩遮蓋帳幕，夜間則有火柱照耀。雲彩前行，整個國家便前行。雲彩在帳幕上停住，整個國家便停下來安營，有時逗留幾天，有時則達一個月或更長的時候。經文告訴我們：“他們遵耶和華的吩咐安營，也遵耶和華的吩咐起行。他們守耶和華所吩咐的，都是憑耶和華吩咐摩西的。”（《民數記》第9章第23节参）在他們即將離開西奈的時候，他們接獲吩咐要製銀號，用指定的吹號方式召集各人及在曠野的旅途上指示他們如何列隊安營。

### 在曠野的事迹
（覆盖《民數記》第10章第11节参-《民數記》第21章第35节参）第二年2月20日，耶和華終於把雲彩從帳幕上收去，藉此顯示以色列人要離開西奈的地區了。 他們抬着耶和華的約櫃，朝着北面直線距離約240公里的加低斯·巴尼亞進發。他們在日間前行時，耶和華以雲彩覆蓋他們。每當約櫃起行，摩西便祈求耶和華興起使他的仇敵四散；約櫃停住，他就祈求耶和華“回到以色列的千萬人中”。（《民數記》第10章第36节参）
可是，營中發生了難題。在朝北向加低斯·巴尼亞進發的途中，百姓至少曾三次發怨言。耶和華降下烈火燒滅了他們當中的一些人以平息第一場怨言。接着他們當中「混雜的百姓」煽動以色列人哭號埋怨，説他們不像在埃及時一樣有魚、黃瓜、西瓜、韭菜、葱、蒜可吃，而是只有嗎哪可吃。（《民數記》第11章第4节参）摩西大感苦惱，以致他求耶和華將他殺了，因為他不願再作百姓的養育之父了。耶和華體恤摩西，於是把降與他的靈分賜給70個長老以協助摩西在營中作預言者。後來，營中有大量的肉吃。像前一次一樣，有風從耶和華那裏刮起，把鵪鶉由海面吹來。百姓貪得無饜地大量捕取，並自私地把鵪鶉屯積起來。耶和華因百姓的自私貪婪向他們大發烈怒，在他們當中殺了許多人。
難題接踵而來。米利暗和亞倫未能適當地體會弟弟摩西身為耶和華的代表的地位，遂藉故因他的妻子（不久之前返回以色列的營裏）而毁謗他。他們要求獲得更大的權柄，就像摩西所擁有的一樣，雖然“摩西為人極其謙和，勝過世上的衆人”。（《民數記》第12章第3节参）耶和華親自處理事情，讓衆人知道摩西的確居於特殊的地位。他更擊打很可能是始作俑者的米利暗，使她染上大痲瘋。惟獨憑着摩西的求情，她才得以復原。
以色列人來到加低斯，在應許之地的邊境上安營。耶和華於是吩咐摩西打發探子前往窺探應許之地。 他們從南地上去，向北“直到哈馬口”，40天內走了數百哩的路程。（《民數記》第13章第21节参） 他們從迦南地帶回來一些豐盛的果實，但其中十個探子缺乏信心，聲稱攻打這些堅固的城邑和强壯的民族是愚不可及的事。迦勒試圖以有利的報告使會衆平靜下來，但卻勞而無功。悖逆的探子使以色列人大起恐慌，聲稱該處是“吞吃居民之地”，並説：“我們在那裏所看見的人民都身量高大。”營中的百姓怨聲載道之際，約書亞和迦勒力言：“有耶和華與我們同在，不要怕他們！”可是，民衆卻呼喊要用石頭打死他們。
接着耶和華直接干預事態，他對摩西説：“這百姓藐視我要到幾時呢？我在他們中間行了這一切神迹，他們還不信我要到幾時呢？”（《民數記》第14章第11节参）摩西懇求耶和華為了他自己的聖名和聲譽不要滅絶以色列國。故此，耶和華下令以色列人要在曠野流浪，直至一切曾被數點、20歲以外的人全都死掉為止。在被數點的男子當中，惟獨迦勒和約書亞才獲准進入應許之地。但百姓卻擅自闖上去，結果被亞瑪力人和迦南人擊退，大敗而回。由於藐視耶和華及他的代表，以色列人付出了慘重的代價。
在服從方面，他們還有很多事需要學習。耶和華很適切地賜給他們額外的律法去强調這項需要。他曉諭以色列人，他們進入應許之地以後要為自己的過犯獻上贖罪祭，但蓄意忤逆的人則必須被剪除。例如，後來有一個人被發現在安息日撿柴，違反了安息日的律法，耶和華吩咐説：“總要把那人治死。”（《民數記》第15章第35节参）耶和華吩咐百姓要在衣服邊上作繸子，藉此提醒他們遵行耶和華一切的命令十分重要。
叛逆的事卻繼續發生。可拉、大坍、亞比蘭和以色列會衆中的250個首領聚集起來攻擊摩西和亞倫。摩西讓耶和華親自解決這個爭論，他對叛黨説：「你們要拿香爐來，把火盛在爐中，把香放在其上，讓耶和華作出揀選。」（《民數記》第16章第6节至第7节参）耶和華的榮光就向全會衆顯現。他迅速執行判決，使地開了口，把可拉、大坍和亞比蘭的家眷都吞下去，然後他發出火來燒滅了獻香的250個人，可拉也包括在內。第二天，百姓又向摩西和亞倫發怨言，埋怨耶和華的作為。因此他以瘟疫擊打他們，共殺了14700個發怨言的人。
有鑑於此，耶和華吩咐以色列人從每個支派取一根杖，亞倫也要奉利未支派的名交出一根寫上自己名字的杖。翌日，惟獨亞倫的杖開了花，結出熟杏，由此證明耶和華挑選他作祭司。這根杖放在約櫃裏，“給這些背叛之子留作記號”。在進一步提供有關繳納什一捐及把紅母牛灰混和水中作潔淨之用等訓示之後，聖經的記載轉回加低斯之上。米利暗在那裏去世，並葬在當地。
會衆在應許之地的邊界上再次因沒有水喝而向摩西爭鬧。耶和華視之為百姓向他爭鬧，便在榮光中向摩西顯現，吩咐他拿杖使磐石發出水來。這次摩西和亞倫有在衆人眼前没有尊耶和華為聖。摩西在盛怒之下用杖擊打磐石兩下。百姓和牲畜都喝了從磐石流出來的水，但摩西和亞倫卻沒有將功勞歸給耶和華。雖然曠野的艱辛旅程已行將結束，但由於他們兩人行事不智，招惹耶和華不悅，因此真神説他們必不得進入應許之地。 不久亞倫死在何珥山上，他的兒子以利亞撒繼任大祭司。
以色列人轉向東面，希望穿過以東的國境，但卻遭嚴詞拒絶。他們只好繞道不入以東國境。就在這個時候，百姓再度因埋怨真神和摩西而惹起難題。他們厭惡嗎哪，且覺得口渴難耐。耶和華因他們的悖逆使毒蛇進入他們當中，咬死了許多人。最後，摩西向耶和華求情，真神於是吩咐他造一條銅製的火蛇掛在柱上。凡被咬的，只要注視這蛇，就必得活。 以色列人向北進發，但相繼受到好戰的阿摩利王西宏和巴珊王噩所阻撓。以色列人擊敗了他們，並且佔領了他們在大裂谷以東的國土。

### 摩押平原上的事迹
（覆盖《民數記》第22章第1节参-《民數記》第36章第13节参）以色列人熱切渴望進入應許之地，現在他們來到摩押的沙漠平原，在約旦河東對着耶利哥安營。摩押人目睹以色列人就在他們前面安營，民多勢衆，不禁大起恐慌。他們的王巴勒與米甸人商議之後差遣人找巴蘭來，試圖用法術咒詛以色列人。雖然真神直接告訴巴蘭：“你不可同他們去，”他卻仍然想去。（《民數記》第22章第12节参）巴蘭渴望獲得重賞。最後他終於出發，但是一位天使攔阻他，甚至施行奇迹使他的母驢開口責備他。後來巴蘭終於抵步，當他打算對以色列人發出宣布的時候，真神的靈迫使他在所題説的四首詩歌中均預言真神的子民必然蒙福。他甚至預言有星要出於雅各，有杖要興於以色列，要執掌大權和施行毁滅。
巴蘭既咒詛以色列人不遂而觸怒了巴勒，為了討王的歡心，他於是獻計要摩押人以他們的婦女引誘以色列人參與巴力的淫蕩崇拜。（《民數記》第31章第15节至第16节参）結果，就在應許之地的邊緣上，以色列人犯了不道德和崇拜假神的大罪。耶和華大發烈怒，用瘟疫攻擊百姓，摩西則吩咐人要重重懲罰犯過者。大祭司的兒子非尼哈看見一個族長的兒子帶着一個米甸女人進入營中自己的帳幕裏，他便跟隨他們，用槍刺透婦人的生殖部位而把他們殺了。至此瘟疫遂告止息，但被瘟疫所殺的已達24000人。
此後，耶和華吩咐摩西和以利亞撒數點民衆，就像39年前在西奈山所為一般。人口的總數並沒有增加。相反，登記的男丁少了1820人。除了約書亞和迦勒之外，在西奈山登記在軍中服役的人沒有一個存留下來；正如耶和華所預言，這些人全都死在曠野中。然後耶和華頒布一些有關把土地分給百姓作産業的訓示。他重申摩西由於在米利巴水泉上沒有在會衆眼前尊耶和華為聖，所以不得進入應許之地。約書亞奉派作摩西的繼承人。
其後耶和華通過摩西提醒以色列人有關獻祭、節期、許願償還等律法規條的重要性。此外，他要摩西與米甸人算賬，因為他們誘使以色列人與巴力·毗珥連合。米甸的所有男丁，包括巴蘭在內，均全部戰死沙場，摩西下令只有未婚女性能活命其餘都殺光，所以惟獨沒有出嫁的處女才得幸免，共有32000名女子與一大批戰利品，包括808,000頭牲口，被以色列人擄獲。 沒有一個以色列兵士在戰爭中陣亡。呂便和迦得的子孫善於牧放牲畜，他們請求得約旦河以東之地為業。在他們答允協助攻取應許之地後，他們得償所願，故此這兩個支派與瑪拿西的半個支派一同獲賜這塊豐饒肥美的高原為業。
回顧40年的旅程所經之處以後，經文再次强調以色列必須服從耶和華。真神把地賜給他們，但他們必須作他的行刑代表，將那地崇拜鬼魔的邪惡居民趕出，並且把一切與偶像崇拜有關的事物徹底鏟除。記載詳細列明真神所賜之地的疆界。他們要按家室拈鬮分地。利未人並沒有按支派承受産業，反之他們獲賜48座城及城四圍的郊野，其中有6座作逃城供庇護誤殺人者之用。 産業必須留在各支派中，不可因婚姻的緣故從一個支派轉移到另一個支派。若無子繼承産業，女兒便可承受産業——西羅非哈的女兒便是一例——但她們必須嫁給本支派內的人。民數記最後記載耶和華通過摩西賜下的這些命令典章，當時以色列的衆子孫正作妥準備進入應許之地。

## 其它圣经内容引述

### 其它书目的引用
此書所載的各項大事及其它許多細節差不多全部受到其他聖經執筆者所直接引述，有許多執筆者更强調這些事所含的重大意義。例如，約書亞（《約書亞記》第4章第12节参；《約書亞記》第14章第2节参）、耶利米（《列王紀下》第18章第4节参）、尼希米（《尼希米記》第9章第19节至第22节参）、亞薩（《詩篇》第78篇至第14篇参）、大衛（《詩篇》第95篇至第7篇参）、以賽亞（《以賽亞書》第48章第21节参）、以西結（《以西結書》第20章第13节至第24节参）、何西阿（《何西阿書》第9章第10节参）、阿摩司（《阿摩司書》第5章第25节参）、彌迦（《彌迦書》第6章第5节参）、路加所載的司提反的演講（《使徒行傳》第7章第36节参）、保羅（《哥林多前書》第10章第1节至第11节参）、彼得（《彼得後書》第2章第15节至第16节参）、猶大（《猶大書》第11节参）及約翰記錄耶穌對别迦摩會衆所提出的訓示（《啟示錄》第2章第14节参），都曾引述民數記的資料。甚至耶穌基督本人也曾引述這本書的記載。(《約翰福音》第3章第14节参)
- 保羅表明在曠野中有水從磐石流出來一事的意義，説：“（他們）也都喝了一樣的靈水。所喝的，是出於隨着他們的靈磐石；那磐石就是基督。”（《哥林多前書》第10章第4节参；《民數記》第20章第7节至第11节参）基督自己很適當地説：“人若喝我所賜的水就永遠不渴，我所賜的水要在他裏頭成為泉源，直湧到永生。”——《約伯記》第4章第14节参。
- 耶穌也直接提及民數記所載的一件事影射真神通過基督而作的奇妙安排。他説：“摩西在曠野怎樣舉蛇，人子也必照樣被舉起來，叫一切信他的都得永生。”——《約伯記》第3章第14节至第15节参；《民數記》第21章第8节至第9节参。

### 关于以色列人的信心
以色列人被判在曠野流浪40年是因为他们缺乏信心。
- 希伯來書的作者就這件事提出有力的警告説：“弟兄們，你們要謹慎，免得你們中間或有人存着不信的惡心，把永生真神離棄了。總要⋯⋯天天彼此相勸。”古代的以色列人由於忤逆和不信，結果死在曠野裏。“所以，我們務必竭力進入那安息，免得有人學那不信從的樣子跌倒了。”[13]
- 為了警告人提防一些毁謗聖物的不敬虔之人，猶大提及巴蘭貪圖利益和可拉反叛地詆毁耶和華的僕人摩西。[14]
- 彼得也提到巴蘭，稱之為“那貪愛不義之工價的先知”。
- 在賜給約翰的啟示中，得了榮耀的耶穌説：“巴蘭曾教導巴勒將絆腳石放在以色列人面前，叫他們吃祭偶像之物，行姦淫的事。”今日的基督徒會衆無疑應當受到警告提防這些不聖潔的人。[15]。

### 哥林多的情况
哥林多會衆發生了不道德的事時，保羅寫信給他們，論及“貪戀惡事”而特别提及民數記的記載。他勸勉説：“我們也不要行姦淫，像他們有人行的，一天就倒斃了二萬三千人。” 以色列人曾埋怨服從真神的命令帶來個人的艱辛，並對耶和華所供應的嗎哪表示不滿，這件事又如何？關於這點，保羅説：“也不要試探主，像他們有人試探的，就被蛇所滅。” 保羅繼續説：“你們也不要發怨言，像他們有發怨言的，就被滅命的所滅。”以色列人埋怨耶和華，批評他的代表和他所作的供應，這樣行所導致的後果對他們是多麽痛苦的經驗！ “他們遭遇這些事，都要作為鑑戒。”對今日的人來説，這是個清楚的警務。

### 民数记提供的背景资料
民數記也提供若干背景資料，幫助圣经读者更清楚了解聖經的其他經文。《民數記》第28章第9节至第10节参-《馬太福音》第12章第5节参；《民數記》第15章第38节参-《馬太福音》第23章第5节参；《民數記》第6章第2节至第4节参-《路加福音》第1章第15节参；《民數記》第4章第3节参-《路加福音》第3章第23节参；《民數記》第18章第31节参-《哥林多前書》第9章第13节至第14节参；《民數記》第18章第26节参-《希伯來書》第7章第5节至第9节参；《民數記》第17章第8节至第10节参-《希伯來書》第9章第4节参。